# 塩田誠
塩田 誠（しおた まこと）は、日本の経済産業官僚。経済産業省大臣官房審議官や、独立行政法人中小企業基盤整備機構副理事長を務めた。

## 人物・経歴
1981年国家公務員採用上級試験（法律職）合格。1982年東京大学法学部卒業、通商産業省入省、通商政策局国際経済部国際経済課配属。1999年外務省経済協力開発機構日本政府代表部参事官。2002年経済産業省通商政策局北東アジア課長。2004年内閣官房内閣参事官（内閣官房副長官補付）。2006年経済産業省通商政策局通商政策課長。同年内閣官房教育再生会議担当室参事官。2008年経済産業省大臣官房審議官（国際地域政策担当）。2011年独立行政法人中小企業基盤整備機構理事。2012年独立行政法人中小企業基盤整備機構副理事長。2016年経済産業省大臣官房付。同年退官、川崎重工業株式会社全社ストラテジック・アドバイザー。2017年川崎重工業株式会社執行役員企画本部付（特命事項担当）。2018年川崎重工業株式会社執行役員マーケティング本部長。2022年川崎重工業株式会社嘱託。